# Orleans (Nebraska)
Orleans is een plaats (village) in de Amerikaanse staat Nebraska, en valt bestuurlijk gezien onder Harlan County.

## Demografie
Bij de volkstelling in 2000 werd het aantal inwoners vastgesteld op 425. In 2006 is het aantal inwoners door het United States Census Bureau geschat op 378, een daling van 47 (-11,1%).

## Geografie
Volgens het United States Census Bureau beslaat de plaats een oppervlakte van 1,6 km², geheel bestaande uit land. Orleans ligt op ongeveer 613 m boven zeeniveau.

## Plaatsen in de nabije omgeving
De onderstaande figuur toont nabijgelegen plaatsen in een straal van 20 km rond Orleans.